# Leucania mesotrostella
Leucania mesotrostella là một loài bướm đêm trong họ Noctuidae.